# Wahlenbergia neorigida
Wahlenbergia neorigida är en klockväxtart som beskrevs av Thomas G. Lammers. Wahlenbergia neorigida ingår i släktet Wahlenbergia och familjen klockväxter. Inga underarter finns listade i Catalogue of Life.